# Fuglbæk
Fuglbæk ligger i Sydvestjylland og er en bebyggelse i Bryndum Sogn, beliggende i den nordligste del af sognet, nord for selve Bryndum, og øst for Forumlund (under postnummeret 6715 Esbjerg N).
Stednavnet Fuglbæk kan spores tilbage til 1638, hvor det udtales "Fugelbech". Ligesom Forumlund bestod området tidligere af store hedearealer og lavtliggende områder, men det meste er nu opdyrket. I 1842 boede der 2 tiendeydende i området, hvilket i 1901 var steget til 4 skatteydere.